# Łapy-Szołajdy
Łapy-Szołajdy – wieś w Polsce położona w województwie podlaskim, w powiecie białostockim, w gminie Łapy, nad rzeką Narew.
W latach 1975–1998 miejscowość administracyjnie należała do województwa białostockiego.
Wierni kościoła rzymskokatolickiego należą do parafii św. Apostołów Piotra i Pawła w Łapach.